# Abraxas mixta
Abraxas mixta là một loài bướm đêm trong họ Geometridae.